# Đorđe Petrović (futbolista)
Đorđe Petrović (Požarevac, 8 de octubre de 1999) es un futbolista serbio que juega en la demarcación de portero para el AFC Bournemouth de la Premier League.

## Selección nacional
Tras jugar en varias categorías inferiores, finalmente hizo su debut con la selección de fútbol de Serbia en un partido amistoso contra República Dominicana que finalizó con un resultado de empate a cero.

### Participaciones en Eurocopas
| Copa          | Sede     | Resultado    | Partidos | Goles |
| ------------- | -------- | ------------ | -------- | ----- |
| Eurocopa 2024 | Alemania | Primera fase | 0        | 0     |

## Estadísticas

### Clubes
Actualizado al último partido disputado el 2 de noviembre de 2024.
| FK Čukarički Serbia                      | 1.ª        | 2019-20    | 20  | 26  | 4  | 4  | 0 | 0 | 24  | 30  |
| FK Čukarički Serbia                      | 1.ª        | 2020-21    | 34  | 29  | 0  | 0  | ― | ― | 34  | 29  |
| FK Čukarički Serbia                      | 1.ª        | 2021-22    | 23  | 20  | 0  | 0  | 4 | 6 | 27  | 26  |
| FK Čukarički Serbia                      | Total club | Total club | 77  | 75  | 4  | 4  | 4 | 6 | 85  | 85  |
| New England Revolution II Estados Unidos | 3.ª        | 2022       | 1   | 4   | ―  | ―  | ― | ― | 1   | 4   |
| New England Revolution II Estados Unidos | Total club | Total club | 1   | 4   | 0  | 0  | 0 | 0 | 1   | 4   |
| New England Revolution Estados Unidos    | 1.ª        | 2022       | 21  | 27  | 2  | 2  | ― | ― | 23  | 29  |
| New England Revolution Estados Unidos    | 1.ª        | 2023       | 22  | 27  | 0  | 0  | 3 | 2 | 25  | 29  |
| New England Revolution Estados Unidos    | Total club | Total club | 43  | 54  | 2  | 2  | 3 | 2 | 48  | 58  |
| Chelsea F. C. Inglaterra                 | 1.ª        | 2023-24    | 23  | 38  | 8  | 6  | ― | ― | 31  | 44  |
| Chelsea F. C. Inglaterra                 | Total club | Total club | 23  | 38  | 8  | 6  | 0 | 0 | 31  | 44  |
| R. C. Estrasburgo Francia                | 1.ª        | 2024-25    | 7   | 13  | 0  | 0  | — | — | 7   | 13  |
| R. C. Estrasburgo Francia                | Total club | Total club | 7   | 13  | 0  | 0  | 0 | 0 | 7   | 13  |
| Total club                               | Total club | Total club | 151 | 184 | 14 | 12 | 7 | 8 | 172 | 204 |
| (1) Hace referencia a goles encajados    |            |            |     |     |    |    |   |   |     |     |